# Неопределённость измерения
Неопределённость измере́ния (англ. Measurement uncertainty) — параметр, относящийся к результату измерения и характеризующий разброс значений, которые могли бы быть обоснованно приписаны измеряемой величине.
Понятие неопределённости в современной метрологии регламентируется вышедшим в 1993 году «Руководством по выражению неопределённости», фактически ставшим международным стандартом. В противовес классической теории точности, в руководстве не рассматриваются понятия истинного, действительного значений измеряемой величины и погрешности измерения. Вместо этого количественно оценивается «сомнение в измеряемой величине». Как и в классической теории точности, в качестве характеристик неопределённости используются среднее квадратическое отклонение и доверительный интервал.
Необходимо чётко разделять понятия погрешности измерения и неопределённости измерения. Погрешность оценивает отклонение измеренной величины от её истинного значения, математическим ожиданием при оценке погрешности чаще всего является достоверно известная величина (эталон). Неопределённость ставит под сомнение достоверность результатов измерения как таковых и математическим ожиданием при её оценке является среднее арифметическое значение определяемой величины, которое может иметь значительное отклонение от истинного значения.
Неопределенность чаще всего встречается в виде расширенной неопределённости ±U, которая является произведением коэффициента охвата k и суммарной стандартной неопределённости uC. Суммарная стандартная неопределённость uC − суммарный вклад оценки (неопределённостей) типа А и В (uА, uB).

## Классификация неопределённостей измерений

### Неопределённость по типу А
Неопределенность по типу А или оценка по типу А (uА) − это оценка результатов измерений выходной величины (Y = f(Xi)) путём их статистической обработки, включающей в себя расчёт среднего значения измеренной величины, выборочной дисперсии, выборочного среднеквадратического отклонения (СКО) и выборочного СКО среднего значения. Результатом такой оценки является дисперсия типа А (uА2) и стандартная неопределённость типа А (uА).

### Неопределённость по типу В
Неопределённость по типу В или оценка по типу В (uВ) − это оценка всех возможных сторонних факторов входной величины (xi) для выходной величины (Xi), которые не были учтены при статистической обработке массива данных величины Y. Оценка по типу В включает в себя:
- анализ данных предшествующих измерений;
- анализ сведений о свойствах материалов и характеристик приборов;
- сбор информации о неопределённостях и погрешностях измерений используемых средств измерений, вспомогательного оборудования.

Результатом такой оценки будет дисперсия типа В (uВ2) и стандартная неопределённость типа В (uВ).

### Суммарная стандартная неопределённость (uC)
Суммарная стандартная неопределённость в самом простом случае — это положительный квадратный корень из сумм дисперсий по типу А и В, если пренебречь оценкой вклада каждой неопределённости в суммарную и корреляцией входных величин.

### Расширенная неопределённость
Расширенная неопределённость (U) − это способ выражения суммарной стандартной неопределённости (uC) с указанием охватывающего интервала, в пределах которого, как можно ожидать, будет находиться бо́льшая часть распределения значений, которые обоснованно могут быть приписаны измеряемой величине. Расширенную неопределённость получают умножением суммарной стандартной неопределённости (uC) на коэффициент охвата (k). Чаще всего k = 2.

## Оценка неопределённости измерений
Основными этапами оценки неопределённости являются формулирование и вычисление, причем последнее состоит из распространения и обобщения. Этап формулирования включает
- определение выходной величины Y (измеряемой величины),
- определение входных величин X1, … , Xi, от которых зависит Y,
- разработку модели измерений, как Y относится к входным величинам X1, … , Xi,
- на основе имеющихся знаний присваивается распределение вероятностей — гауссово, прямоугольное и т. д. — входным величинам X1, … , Xi

Этап вычисления состоит в распространении распределений вероятностей для входных величин по модели измерения для получения распределения вероятностей для выходной величины Y и суммировании с использованием этого распределения для получения математического ожидания Y и стандартного отклонения Y, принимаемого за стандартную неопределённость.

### Оценка неопределённости типа А

#### Статистическая оценка
Оценка неопределённости типа А (также известная как случайная оценка неопределённости или статистическая оценка неопределённости) используется для оценки случайных ошибок и вариабельности в серии измерений. Этот тип оценки основан на статистических методах, таких как анализ стандартных отклонений, анализ повторных измерений или анализ остатков.
В отличие от оценки неопределённости типа В, которая фокусируется на систематических ошибках и источниках неопределённости, оценка типа А учитывает случайные ошибки и вариации в измерениях. Это делает её полезной для измерения точности и воспроизводимости экспериментальных данных, особенно когда измерения проводятся в разных условиях или разными исследователями.
Процесс оценки неопределённости типа А обычно включает следующие шаги:
- Сбор серии измерений для исследуемой переменной;
- Расчёт среднего значения для серии измерений;
- Расчёт дисперсии для серии измерений;
- Расчёт стандартного отклонения для серии измерений.

#### Априорная оценка
Априорная оценка неопределённости типа А — это оценка систематической неопределённости, основанная на предварительных знаниях и информации о системе или процессе. Она может включать в себя анализ предыдущих измерений, экспертные оценки, статистические модели и другие источники информации.
Априорная оценка типа А может быть полезна для предварительной оценки систематической неопределённости и определения необходимых измерений или экспериментов для её уменьшения. Однако стоит помнить, что эта оценка может быть неполной или неточной. Априорная оценка неопределённости типа А производится, когда количество наблюдений (измерений) менее 10

### Оценка неопределённости типа В
Оценка неопределённости типа В (также известная как систематическая оценка неопределённости) — это метод измерения и оценки неопредёленности в научных измерениях и экспериментах. Этот тип оценки неопределённости учитывает систематические ошибки и источники неопределённости, которые могут повлиять на результаты измерений.
Оценка неопределённости типа В обычно включает в себя следующие шаги:
- Идентификация всех возможных источников систематической ошибки или неопределённости. Эти источники могут включать в себя оборудование, методы измерения, человеческий фактор и т. д.
- Оценка величины каждого источника неопределённости, используя различные методы, такие как анализ аналогичных измерений, экспертные оценки или статистические модели.
- Умножение каждой оценки величины на соответствующий коэффициент чувствительности, чтобы получить вклад каждого источника в общую неопределённость измерения.

Важно отметить, что оценка неопределённости типа В может быть сложной и трудоёмкой задачей, требующей тщательного анализа всех возможных источников ошибок и неопределённостей.

#### Неопределённость градуировочной зависимости
Градуировочный график — это зависимость между значениями аналитического сигнала и концентрациями или активностями определяемого вещества. Оценка неопределённости такого графика включает в себя несколько компонентов:
- Погрешность при подготовке образцов: ошибки при взвешивании, измерении объёмов, приготовлении стандартных растворов и т. д.
- Случайные погрешности: флуктуации аналитического сигнала из-за случайных факторов (например, нестабильности измерительного оборудования).
- Систематические погрешности: ошибки, связанные с неправильным выбором метода анализа, неадекватными условиями проведения анализа и другими неслучайными факторами.
- Неопределённость в определении калибровочных точек: ошибки в измерениях концентраций или активностей стандартных образцов.

Общая оценка неопределённости строится на основе анализа всех этих компонентов и может быть выражена в виде стандартного отклонения, доверительного интервала или другого подходящего статистического параметра. Подробнее об этом рассказывает руководство Eurachem/CITAC SG4

### Коэффициент чувствительности
Коэффициент чувствительности — это параметр, который показывает, насколько сильно изменение одной величины влияет на другую величину. В контексте оценки неопределённости, коэффициент чувствительности используется для учёта влияния различных источников неопределённости на итоговый результат измерения.
Неопределённости могут быть прямыми и косвенными. Прямые неопределённости возникают непосредственно из результатов измерений, таких как погрешность измерительного прибора или ошибка оператора. Косвенные неопределённости возникают из-за обработки результатов измерений и могут включать в себя неопределённости, связанные с математическими операциями, такими как дифференцирование или интегрирование.
Коэффициент чувствительности для прямых неопределённостей может быть рассчитан как отношение изменения результата измерения к изменению входной величины. Например, если результат измерения равен квадрату входной величины, то коэффициент чувствительности будет равен 2. Для косвенных неопределённостей коэффициент чувствительности может быть рассчитан через производные функции, описывающей связь между входными и выходной величинами.

### Корреляция входных величин
Корреляция входных величин может влиять на оценку неопределённости несколькими способами. Во-первых, она может влиять на коэффициент чувствительности, так как он зависит от отношения изменения результата к изменению входных величин. Если входные величины коррелированны, то изменение одной величины может привести к изменению другой, что в свою очередь может повлиять на результат измерения.
Во-вторых, корреляция может влиять на выбор методов оценки неопределённости. Некоторые методы, такие как метод Монте-Карло, могут быть более эффективными при наличии корреляции между входными величинами. Другие методы, такие как метод стандартных отклонений, могут давать менее точные результаты при наличии корреляции.
Корреляция входных величин может повлиять на оценку полной неопределённости. Если корреляция положительная, то это может привести к увеличению общей неопределённости. Если же корреляция отрицательная, то общая неопределённость может быть уменьшена. Таким образом, корреляция входных величин является важным фактором при оценке неопределённости.

### Суммарная стандартная неопределённость
Суммарная стандартная неопределённость — это оценка неопределённости, возникающая из-за сложения нескольких источников неопределённости. Она может быть рассчитана как корень из суммы квадратов отдельных стандартных неопределённостей (в предположении, что эти источники неопределённости некоррелированы).
Суммарная стандартная неопределённость часто используется при оценке полной неопределённости измерения, включая как систематические, так и случайные ошибки. Она позволяет получить общую оценку неопределённости, которая может быть использована для определения точности и надежности экспериментальных результатов.

### Расширенная неопределённость
Оценка расширенной неопределённости используется для учёта суммарной стандартной неопределённости и коэффициента охвата в оценке полной неопределённости измерения. Она может быть вычислена как произведение суммарной стандартной неопределённости на коэффициент охвата.
Расширенная неопределённость позволяет получить более точную оценку полной неопределённости и характеризует разброс распределений возможных значений измеряемой величины, которая может использоваться для определения точности и надёжности экспериментальных результатов.

## Выражение неопределённости

### Общие принципы выражения неопределённости
«Руководство по выражению неопределённости» устанавливает несколько способов записи величины вместе с её неопределённостью:
- Явное указание суммарной стандартной неопределённости. Например, mS = 100,02147 г со стандартной неопределённостью uС = 0,35 мг.
- Запись в скобках суммарной стандартной неопределённости младших разрядов результата: mS = 100,02147(35) г.
- Запись суммарной стандартной неопределённости в скобках: mS = 100,02147(0,00035) г.
- Запись со знаком «±»: 100,02147 ± 0,00035 г. Такая запись не рекомендуется ГОСТ 34100-2017, так как без дополнительных пояснений может быть неверно интерпретирована.
- Запись с подробным пояснением: «100,02147 ± 0,00079 г, где число, стоящее после знака „±“, — расширенная неопределённость U = kuС, полученная для uС = 0,35 мг и k = 2,26, соответствующего уровню доверия 95 % для t-распределения с 9 степенями свободы»[18].

### Частный пример выражения неопределённости
Исследователь № 1 определил содержание общего железа в питьевой воде по ГОСТ 4011-72 с оценкой неопределённости, предоставив результат в виде: CFe ± U = (1,98 ± 1,56) мг/дм3 (k = 2; p = 0,95). Исследователь № 2 провёл испытание идентичного образца и определил, что CFe ± U = (1,98 ± 0,45) мг/дм3 (k = 2; p = 0,95). Оба исследователя провели оценку неопределённости, но кто из них в полной мере провёл оценку типа В? Для того, чтобы в полной мере быть уверенным, что в оценку неопределённости включены все возможные влияния на измеряемую величину, необходимо составить бюджет неопределённости, в котором будут отражены учтённые влияния и их вклад в суммарную стандартную неопределённость.
| № п/п | Входные величины                              | Единицы измерения | Измеренное значение величины | Погрешность измерения | Тип распределения | Тип неопределённости | Стандартная неопределённость (u) | Коэффициент чувствительности (df/dxi) | Вклад неопределённости в суммарную стандартную неопределённость (u ⋅ df/dxi), мг/дм3 | Суммарная стандартная неопределённость (uC), мг/дм3 | Относительный вклад неопределённости (u) в суммарную стандартную неопределенность, % |
| ----- | --------------------------------------------- | ----------------- | ---------------------------- | --------------------- | ----------------- | -------------------- | -------------------------------- | ------------------------------------- | ------------------------------------------------------------------------------------ | --------------------------------------------------- | ------------------------------------------------------------------------------------ |
| 1     | Измерение концентрации железа в пробе (Y)     | мг/дм3            | 1,978                        | −                     | нормальное        | А                    | 0,227                            | 1,00                                  | 0,227                                                                                | 0,781                                               | 29,1                                                                                 |
| 2     | Неопределенность градуировочного графика (X1) | мг/дм3            | 0,396                        | −                     | нормальное        | В                    | 0,022                            | 5,00                                  | 0,556                                                                                | 0,781                                               | 71,2                                                                                 |
| 3     | Погрешность разбавления аликвоты (X3)         | мл                | 10                           | 0,07                  | треугольное       | В                    | 0,029                            | −0,198                                | 0,001                                                                                | 0,781                                               | 0,1                                                                                  |

По бюджету неопределённости исследователь № 1 учёл неопределённость входной величины Х1, а исследователь № 2 при оценке неопределённости измерения, вероятней всего, не стал проводить оценку по типу В и приравнял суммарную стандартную неопределённость (uC) к неопределённости по типу А (uA), что является недопустимым подходом в оценке неопределённости.